# Gikahnegah
Gikahnegah, nekadašnje ribarsko selo Tahltan Indijanaca na južnoj obali rijeke Stikine koje se nalazilo na Stikine Flatsu (jedna od najvećih plimnih močvarnih područja u SAD-u), nasuprot Nine Mile flat-a, koje danas pripada divljini Stikine-LeConte Wilderness, na Aljaski.